# FCドマニャーノ
FCドマニャーノ（イタリア語: F.C. Domagnano）は、サンマリノのドマニャーノをホームタウンとするサッカークラブである。2015-16シーズンはカンピオナート・サンマリネーゼのジローネBに所属。
1966年に創立。これまでにリーグ戦で4回、カップ戦で8回、スーパーカップで3回優勝しており、SPトレ・フィオリに次ぐタイトル獲得数を誇る。しかし、他のサンマリノのクラブ同様、国際試合に弱く、UEFAヨーロッパリーグに過去3回出場したが、いずれも初戦で惨敗しており、未だに無得点である。ACリベルタスやSSペンナロッサが、ライバルチームである。

## タイトル
- カンピオナート・サンマリネーゼ：4回
  - 1988–89, 2001–02, 2002–03, 2004–05
- コッパ・ティターノ：8回
  - 1972, 1988, 1990, 1992, 1996, 2001, 2002, 2003
- トロフェオ・フェデラーレ：3回
  - 1990, 2001, 2004

## 国際試合の戦績
| シーズン | 大会                 | ラウンド | 対戦クラブ                 | ホーム | アウェー | 合計 |
| -------- | -------------------- | -------- | -------------------------- | ------ | -------- | ---- |
| 2002-03  | UEFAヨーロッパリーグ | 予備予選 | FKヴィクトリア・ジシュコフ | 0–2    | 0–3      | 0–5  |
| 2003-04  | UEFAヨーロッパリーグ | 予備予選 | FCトルペド・モスクワ       | 0–4    | 0–5      | 0–9  |
| 2005-06  | UEFAヨーロッパリーグ | 1次予選  | NKドムジャレ               | 0–5    | 0–3      | 0–8  |